# Divizia C 1958-1959
Divizia C 1958-1959 a fost al 7-lea sezon al ligii de nivelul al treilea din sistemul ligii de fotbal din România.

## Formatul
Formatul s-a schimbat la 6 serii cu 10 echipe.

### Echipe redenumite
Seria I
- CSA Bacău a devenit CS Piatra-Neamț

Seria II
- Dinamo Brăila a devenit Dinamo 9 Miliție București, iar Gloria CFR Galați a devenit CSM Galați.

Seria III
- Feroviarul Craiova a devenit CFR Rovina (14.09.1958) și Jiul Craiova (aprilie 1959), în timp ce Confecția a devenit Victoria, ITB a devenit Cetatea București, iar Unirea Pitești a devenit Metalul Pitești.

Seria VI
- Unirea Râmnicu-Vâlcea a devenit Șantierul Govora.

## Clasamentele ligii

### Seria I
| Loc | Club                          | MJ | V  | E | Î  | GM | GP | Pt | Promovare sau retrogradare             |
| --- | ----------------------------- | -- | -- | - | -- | -- | -- | -- | -------------------------------------- |
| 1   | CFR Pașcani                   | 18 | 13 | 2 | 3  | 37 | 8  | 28 | Promovare în Divizia B                 |
| 2   | Sportul Muncitoresc Rădăuți   | 18 | 13 | 2 | 3  | 36 | 14 | 28 | Promovare în Divizia B                 |
| 3   | CS Piatra-Neamț               | 18 | 9  | 3 | 6  | 35 | 20 | 21 | Play-off pentru promovare în Divizia B |
| 4   | Petrolul Moinești             | 18 | 8  | 3 | 7  | 21 | 32 | 19 |                                        |
| 5   | Textila Buhuși                | 18 | 7  | 2 | 9  | 22 | 20 | 16 |                                        |
| 6   | Minerul Câmpulung-Moldovenesc | 18 | 7  | 2 | 9  | 17 | 28 | 16 |                                        |
| 7   | CSMS Iași II                  | 18 | 6  | 3 | 9  | 24 | 30 | 15 |                                        |
| 8   | Textila Botoșani              | 18 | 5  | 4 | 9  | 19 | 27 | 14 |                                        |
| 9   | Gloria Dorohoi                | 18 | 5  | 3 | 10 | 25 | 36 | 13 |                                        |
| 10  | Știința Iași                  | 18 | 4  | 2 | 12 | 18 | 37 | 10 |                                        |

### Seria II
| Loc | Club                     | MJ | V  | E | Î  | GM | GP | Pt | Promovare sau retrogradare             |
| --- | ------------------------ | -- | -- | - | -- | -- | -- | -- | -------------------------------------- |
| 1   | Victoria Buzău           | 18 | 12 | 2 | 4  | 40 | 14 | 26 | Promovare în Divizia B                 |
| 2   | SNM Constanța            | 18 | 11 | 2 | 5  | 32 | 18 | 24 | Promovare în Divizia B                 |
| 3   | Dinamo Miliție București | 18 | 10 | 2 | 6  | 48 | 27 | 22 | Play-off pentru promovare în Divizia B |
| 4   | Industria Sârmei Brăila  | 18 | 9  | 3 | 6  | 29 | 21 | 21 |                                        |
| 5   | IMU Medgidia             | 18 | 7  | 3 | 8  | 22 | 28 | 17 |                                        |
| 6   | CSM Galați               | 18 | 7  | 3 | 8  | 21 | 28 | 17 |                                        |
| 7   | CPB București            | 18 | 7  | 2 | 9  | 27 | 26 | 16 |                                        |
| 8   | Știința Galați           | 18 | 6  | 3 | 9  | 26 | 33 | 15 |                                        |
| 9   | Cimentul Medgidia        | 18 | 6  | 2 | 10 | 19 | 41 | 14 |                                        |
| 10  | Ancora Galați            | 18 | 3  | 2 | 13 | 14 | 42 | 8  |                                        |

### Seria III
| Loc | Club                      | MJ | V  | E  | Î  | GM | GP | Pt | Promovare sau retrogradare             |
| --- | ------------------------- | -- | -- | -- | -- | -- | -- | -- | -------------------------------------- |
| 1   | Știința București         | 18 | 12 | 4  | 2  | 35 | 14 | 28 | Promovare în Divizia B                 |
| 2   | Jiul Craiova              | 18 | 9  | 5  | 4  | 29 | 19 | 23 | Promovare în Divizia B                 |
| 3   | Metalul Târgoviște        | 18 | 10 | 3  | 5  | 31 | 21 | 23 | Play-off pentru promovare în Divizia B |
| 4   | Rapid Plopeni             | 18 | 10 | 0  | 8  | 37 | 21 | 20 |                                        |
| 5   | Victoria București        | 18 | 6  | 6  | 6  | 15 | 16 | 18 |                                        |
| 6   | Dinamo Victoria București | 18 | 4  | 10 | 4  | 11 | 14 | 18 |                                        |
| 7   | Cetatea București         | 18 | 5  | 6  | 7  | 26 | 20 | 16 |                                        |
| 8   | Metalul Pitești           | 18 | 4  | 5  | 9  | 11 | 19 | 13 |                                        |
| 9   | Oltul Turnu-Măgurele      | 18 | 4  | 4  | 10 | 17 | 42 | 12 |                                        |
| 10  | Dunărea Corabia           | 18 | 4  | 1  | 13 | 9  | 35 | 9  |                                        |

### Seria IV
| Loc | Club                     | MJ | V  | E | Î  | GM | GP | Pt | Promovare sau retrogradare             |
| --- | ------------------------ | -- | -- | - | -- | -- | -- | -- | -------------------------------------- |
| 1   | Chimia Făgărași          | 18 | 11 | 5 | 2  | 36 | 23 | 27 | Promovare în Divizia B                 |
| 2   | Carpați Sinaia           | 18 | 10 | 4 | 4  | 40 | 21 | 24 | Promovare în Divizia B                 |
| 3   | Textila Sfântul-Gheorghe | 18 | 10 | 2 | 6  | 26 | 21 | 22 | Play-off pentru promovare în Divizia B |
| 4   | Metalul Aiud             | 18 | 7  | 5 | 6  | 36 | 27 | 19 |                                        |
| 5   | Rafinăria Câmpina        | 18 | 8  | 3 | 7  | 42 | 32 | 19 |                                        |
| 6   | Voința Turnu-Măgurele    | 18 | 5  | 7 | 6  | 17 | 19 | 17 |                                        |
| 7   | Alimentara Târgu-Mureș   | 18 | 6  | 4 | 8  | 28 | 33 | 16 |                                        |
| 8   | Avântul Reghin           | 18 | 7  | 1 | 10 | 33 | 37 | 15 |                                        |
| 9   | Torpedo Tohan            | 18 | 5  | 1 | 12 | 24 | 42 | 11 |                                        |
| 10  | Mureșul Toplița          | 18 | 4  | 2 | 12 | 11 | 38 | 10 |                                        |

### Seria V
| Loc | Club                | MJ | V  | E | Î  | GM | GP | Pt | Promovare sau retrogradare             |
| --- | ------------------- | -- | -- | - | -- | -- | -- | -- | -------------------------------------- |
| 1   | Rapid Cluj          | 18 | 12 | 4 | 2  | 46 | 17 | 28 | Promovare în Divizia B                 |
| 2   | CFR Cluj            | 18 | 10 | 3 | 5  | 26 | 17 | 23 | Promovare în Divizia B                 |
| 3   | Recolta Carei       | 18 | 10 | 2 | 6  | 39 | 22 | 22 | Play-off pentru promovare în Divizia B |
| 4   | Arieșul Turda       | 18 | 8  | 1 | 9  | 38 | 38 | 17 |                                        |
| 5   | Dinamo Săsar        | 18 | 7  | 3 | 8  | 21 | 23 | 17 |                                        |
| 6   | Rapid Oradea        | 18 | 7  | 3 | 8  | 22 | 25 | 17 |                                        |
| 7   | Someșul Satu-Mare   | 18 | 7  | 2 | 9  | 25 | 29 | 16 |                                        |
| 8   | Stăruința Satu-Mare | 18 | 4  | 6 | 8  | 24 | 35 | 14 |                                        |
| 9   | Stăruința Sighet    | 18 | 7  | 0 | 11 | 26 | 44 | 14 |                                        |
| 10  | Voința Oradea       | 18 | 5  | 2 | 11 | 19 | 36 | 12 |                                        |

### Seria VI
| Loc | Club                  | MJ | V  | E | Î  | GM | GP | Pt | Promovare sau retrogradare             |
| --- | --------------------- | -- | -- | - | -- | -- | -- | -- | -------------------------------------- |
| 1   | Metalul Oțelu-Roșu    | 18 | 11 | 3 | 4  | 44 | 20 | 25 | Promovare în Divizia B                 |
| 2   | Drobeta Turnu-Severin | 18 | 12 | 1 | 5  | 35 | 20 | 25 | Promovare în Divizia B                 |
| 3   | Aurul Brad            | 18 | 11 | 1 | 6  | 42 | 23 | 23 | Play-off pentru promovare în Divizia B |
| 4   | Șantierul Govora      | 18 | 9  | 3 | 6  | 25 | 25 | 21 |                                        |
| 5   | Metalul Bocșa Română  | 18 | 8  | 3 | 7  | 26 | 21 | 19 |                                        |
| 6   | CFR Simeria           | 18 | 7  | 3 | 8  | 22 | 21 | 17 |                                        |
| 7   | Olimpia Reșița        | 18 | 8  | 1 | 9  | 27 | 30 | 17 |                                        |
| 8   | Flacăra Târgu-Jiu     | 18 | 5  | 5 | 8  | 26 | 35 | 15 |                                        |
| 9   | UM Cugir              | 18 | 5  | 1 | 12 | 18 | 41 | 11 |                                        |
| 10  | Indagrara Arad*       | 18 | 1  | 5 | 12 | 10 | 39 | 7  |                                        |

* Indagrara Arad a fost exclusă din campionat.

## Play-off pentru promovare în Divizia B:

### Seria I
| Loc | Club                     | MJ | V | E | Î | GM | GP | Pt | Promovare sau retrogradare |
| --- | ------------------------ | -- | - | - | - | -- | -- | -- | -------------------------- |
| 1   | Dinamo Miliție București | 2  | 1 | 1 | 0 | 5  | 4  | 3  | Promovare în Divizia B     |
| 2   | Metalul Târgoviște       | 2  | 1 | 0 | 1 | 10 | 3  | 2  |                            |
| 3   | CS Piatra-Neamț          | 2  | 0 | 1 | 1 | 2  | 10 | 1  |                            |

### Seria II
| Loc | Club                    | MJ | V | E | Î | GM | GP | Pt | Promovare sau retrogradare |
| --- | ----------------------- | -- | - | - | - | -- | -- | -- | -------------------------- |
| 1   | Recolta Carei           | 2  | 1 | 1 | 0 | 2  | 1  | 3  | Promovare în Divizia B     |
| 2   | Textila Sfântu-Gheorghe | 2  | 1 | 0 | 1 | 2  | 2  | 2  |                            |
| 3   | Aurul Brad              | 2  | 0 | 1 | 1 | 2  | 3  | 1  |                            |